# Llac Sibinacocha
El Llac Sibinacocha (possiblement del quítxua siwina xiulet, qucha llac, llacuna) és un llac del Perú. És el vint-i-quatrè llac més alt del món. Es troba a la regió de Cusco, província de Canchis, districte de Pitumarca. El llac es troba a una altura aproximada de 4.873 msnm, fa poc més de 15 quilòmetres de llargada per poc menys de 3 quilòmetres d'amplada. El llac Sibinacocha es troba a la serralada de Vilcanota, al sud del Chumpe i al sud-oest del Condoriquiña.
El 1996 es va construir una presa de terra de 357 metres de llargada i 12 metres d'altura. L'embassament té un volum d'aigua de 50.000 m3. És operat per EGEMSA.